# Athripsodes spatula
Athripsodes spatula is een schietmot uit de familie Leptoceridae. De soort komt voor in het Afrotropisch gebied.